# Lake Aircraft

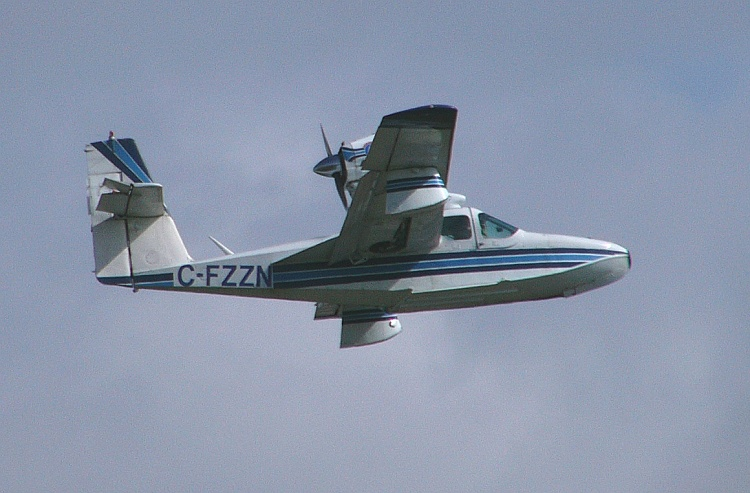
Lake LA-4-200 Buccaneer

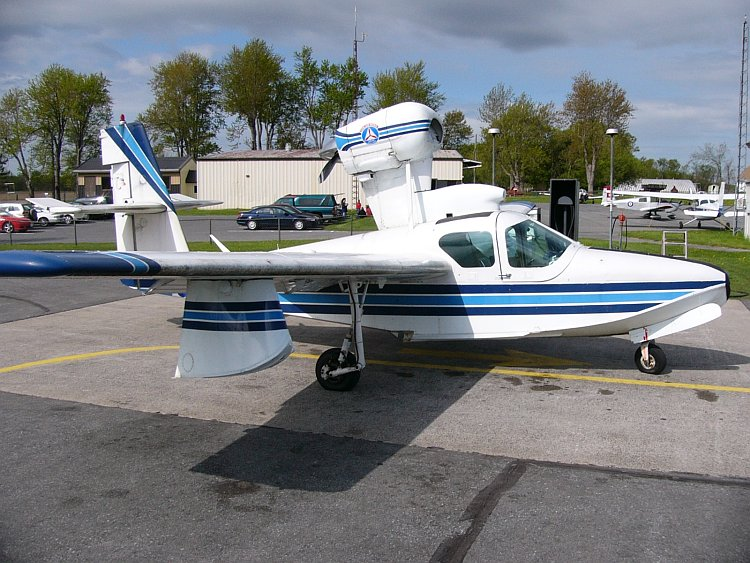
Lake LA-4-200 Buccaneer

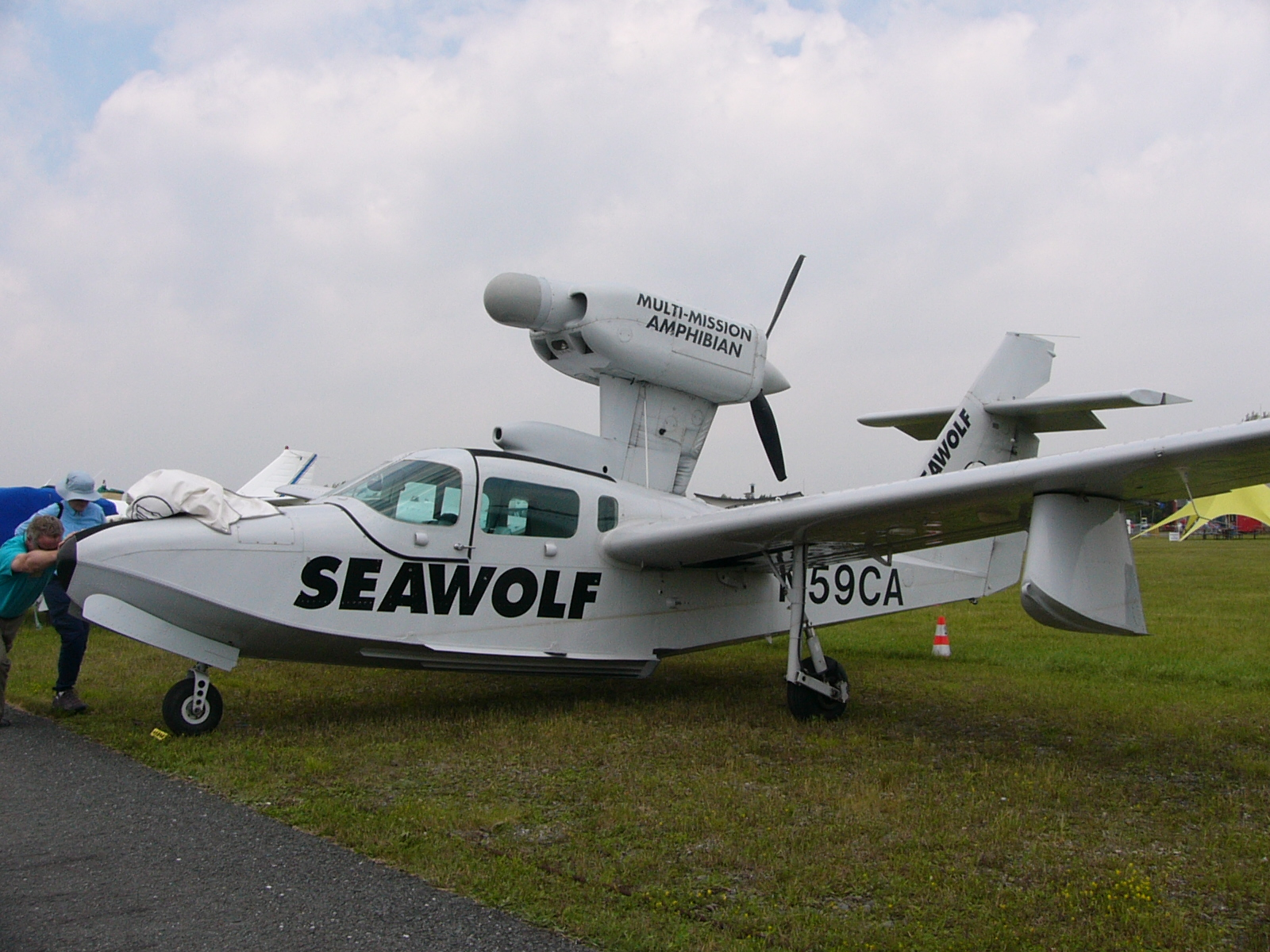
Lake Model 250 Seawolf

Lake Aircraft était un constructeur d'hydravions américain. Son usine était située à Sanford dans l'État du Maine aux États-Unis, et ses bureaux de vente étaient à Laconia/Gilford dans le New Hampshire et à Kissimmee en Floride.
Les actifs appartiennent ensuite à Revo Inc., propriété d'Armand Rivard. L'entreprise a cependant été remise en vente en août 2018.

## Histoire
En janvier 2009, le propriétaire de l'entreprise, Armand Rivard, indique qu'il a l'intention de vendre l'entreprise et de prendre sa retraite. La société avait déjà été mise en vente en 2001, 2002, aux enchères en 2005 et en 2007. Lake Aircraft a produit un avion en 2007 et aucun en 2008, mais continue de fabriquer des pièces pour les avions existants. En 2009, l'entreprise emploie six personnes contre 200 employés dans les années 1980. En août 2018, la société est de nouveau proposée à la vente, y compris tous les outils LA-4, le certificat de type et les conceptions,

## Avions
| Années de production | Modèle                           | sièges | Puissance | Vitesse maximale de croisière | Charge utile avec plein de carburant principal |
| -------------------- | -------------------------------- | ------ | --------- | ----------------------------- | ---------------------------------------------- |
| 1948–1959            | C1 et C2 (en)                    | 2      | 150-180   | 144,84 km/h                   | 154 kg de charge utile                         |
| 1960–1969            | Lake LA-4 (en)                   | 4      | 180       | 177,02 km/h                   | 199,58 kg                                      |
| 1970–1982            | Lake LA4-200 (en)                | 4      | 200       | 194,46 km/h                   | 226,79 kg                                      |
| 1982–1985            | Lake LA4-200 EP (en)             | 4      | 200       | 203,72 km/h                   | 249,47 kg                                      |
| 1984–1995            | Lake Model 250 (en)              | 6      | 250       | 244,46 km/h                   | 362,87 kg                                      |
| 1987–2005            | Lake Model 250 Turbocharged (en) | 6      | 270       | 287,06 km/h                   | 326,58 kg                                      |
| 2006                 | Seafury (en)                     |        | 250/270   |                               |                                                |